# San Vito al Torre

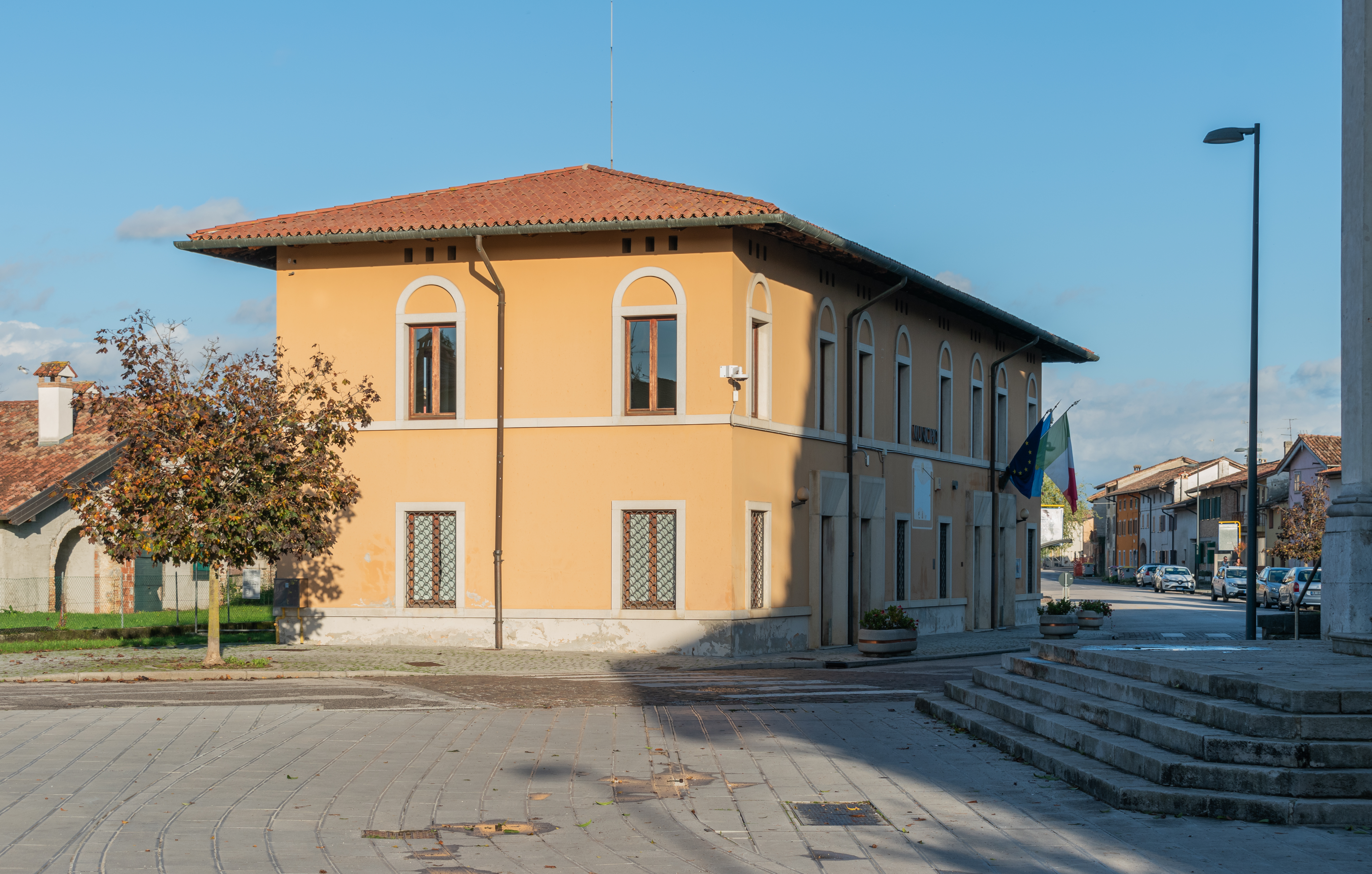
San Vito al Torre, Friuli-Venezia Giulia, Italien (2023)

San Vito al Torre (furlanisch San Vît de Tôr) ist eine nordostitalienische Gemeinde (comune) mit 1220 Einwohnern (Stand 31. Dezember 2023) in der Region Friaul-Julisch Venetien. Die Gemeinde liegt etwa 21,5 Kilometer südsüdöstlich von Udine am Torre.

## Geschichte
Die Gemeinde war bis zum Ende des Ersten Weltkriegs Teil der Grafschaft Görz und Gradisca, wobei sie dem Gerichtsbezirk Cervignano unterstellt war, der wiederum Teil des Bezirks Monfalcone war.

## Verkehr
Durch die Gemeinde führt die frühere Strada Statale 252 di Palmanova (heute eine Regionalstraße) von Codroipo nach Gradisca d’Isonzo.